# À genoux, Django
Pour les articles homonymes, voir Black Jack.
Pour plus de détails, voir Fiche technique et Distribution.
À genoux, Django (Black Jack) est un western spaghetti italien sorti en 1968, réalisé par Gianfranco Baldanello. 

## Synopsis
Jack Murphy et ses hommes font un holdup à la banque de Tucson City, et se retrouvent pour se répartir le butin. Mais Jack, au lieu de diviser en parts égales, s'enfuit dans un lieu abandonné avec sa sœur Estelle et son mari Peter.

## Fiche technique
- Titre français : À genoux, Django ou Black Joe[1]
- Titre original italien : Black Jack ou encore Black Jack - Un uomo per 5 vendette.
- Genre : Western spaghetti
- Réalisateur : Gianfranco Baldanello
- Scénario : Luigi Ambrosini, Gianfranco Baldanello, Augusto Finocchi, Mario Maffei
- Production : Fernando Franchi, pour Cinematografica Mercedes, Ronbi international films
- Durée : 99 minutes
- Format d'image : 1.66:1
- Photographie : Mario Fioretti
- Montage : Mario Gargiulo
- Effets spéciaux : Celeste Battistelli
- Musique : Lallo Gori (sous son vrai nom Coriolano Gori)
- Décors :  Nicola Tamburro, Luciano Vincenti
- Costumes : Maria Luisa Panaro
- Maquillage : Ultimo Peruzzi
- Pays :  Italie
- Distribution en Italie : Cineriz
- Année de sortie : 1968
  - France : 16 décembre 1970[1]

## Distribution
- Robert Woods : Jack Murphy dit Black Jack
- Lucienne Bridou : Susan
- Rik Battaglia : Skinner
- Mimmo Palmara : Indian Joe
- Nino Fuscagni : Peter
- Larry Dolgin : Reb
- Federico Chentrens : Gordon
- Dalia Lahav Zagni : Julie Skinner
- Goffredo Unger (sous le pseudo de Fredy Unger) : Billy
- Sascia Krusciarska : Estelle
- Giovanni Ivan Scratuglia (comme Ivan Scratuglia) : Rodrigo
- Giovanni Bonadonna
- Romano Magnino
- Silvio Bagolini (non crédité)